# Suspiria (2018)
Suspiria (bra: Suspíria - A Dança do Medo ou Suspiria - A Dança do Medo; prt: Suspiria) é um filme de terror sobrenatural de 2018, dirigido por Luca Guadagnino, com roteiro de David Kajganich. É uma refilmagem do filme homônimo de 1977, dirigido por Dario Argento e escrito por Argento e Daria Nicolodi. Dakota Johnson estrela como uma bailarina americana que viaja até uma prestigiada academia de dança em Berlim, comandada por um clã de bruxas. Tilda Swinton, Mia Goth, Chloe Grace Moretz e a estrela do original Jessica Harper completam o elenco.
Estreou no 75º Festival Internacional de Veneza, em 1º de Setembro de 2018, dividindo o público e lançando controvérsias. O lançamento nos Estados Unidos aconteceu no dia 26 de Outubro de 2018. 

## Elenco
- Dakota Johnson - Susie Bannion
- Tilda Swinton - Madame Blanc / Dr. Josef Klemperer (como Lutz Ebersdorf) / Helena Markos
- Mia Goth - Sara Simms
- Chloe Grace Moretz - Patricia Hingle
- Angela Winkler - Miss Tanner
- Jessica Harper - Ankle
- Elena Fokina - Olga Ivanova
- Ingrid Caven - Miss Vendergast
- Sylvie Testud - Miss Griffith
- Renée Soutendijk - Miss Huller
- Christine LeBoutte - Miss Balfour
- Alek Wek - Miss Millius
- Fabrizia Sacchi - Pavla

## Produção
O remake foi inicialmente anunciado em 2008, sob direção de David Gordon Green e com Isabelle Fuhrman, Isabelle Huppert e Janet McTeer no elenco. No entanto, conflitos financeiros com o estúdio impediu o projeto de ir para a frente. Luca Guadagnino então revelou em 2015, durante o 72º Festival Internacional de Veneza, que estava trabalhando em uma nova adaptação do clássico italiano. Segundo ele, a intenção não era fazer uma refilmagem, mas sim uma "homenagem" às sensações que ele sentiu ao assistir o original.

### Elenco
Em Novembro de 2015, Guadagnino confirmou a presença de Dakota Johnson e Tilda Swinton no elenco. Ambas haviam trabalhado com ele em "Um Mergulho no Passado" (A Bigger Splash) e o diretor já planejava a adaptação de Suspiria durante as gravações do mesmo, pedindo à Johnson para interpretar Susie Bannion. Em Outubro de 2016, Chloe Grace Moretz junta-se ao elenco como Patricia Hingle, a estudante que desaparece, enquanto Mia Goth conseguia o papel de Sara, a melhor amiga de Susie na academia. Sylvie Testud, Angela Winkler, Fabrizia Sacchi e Renée Soutendijk estão no filme como docentes da academia. Jessica Harper, a Susie Bannion do filme original, foi pedida para participar do filme pelo próprio Guadagnino, mas apenas sob a condição dela falar alemão. Para suas cenas, Harper aprendeu o idioma em uma escola Berlitz.

## Recepção

### Crítica
A resposta dos críticos foram divididas desde a primeira exibição. No site Rotten Tomatoes, o filme fechou uma porcentagem de aprovação de 65%, baseada em 236 resenhas, com uma média de 6.7/10. O consenso do portal diz que "Suspiria ataca temas fortes com um vigor extravagante, oferecendo uma experiência ousada, afrontosa e que definitivamente não é para todos." No Metacritic, o filme conseguiu a nota média de 64/100, baseada em 54 críticas.

## Sequências
Em uma entrevista com o Deadline, Guadagnino revelou que o título original do filme era Suspiria: Parte Um. No entanto, ele admitiu interesse em explorar as origens de Madame Blanc e Helena Markos, assim como o futuro de Susie Bannion. O diretor tem ideias para um prequel centrado em Markos: "Eu tenho essa imagem na cabeça de Helena Markos, sozinha, no ano de 1212, na Escócia ou Espanha. Vagando por uma vila e tentando achar uma maneira de manipular as mulheres de lá. Eu sei que ela esteve lá, seiscentos ou setecentos anos antes do filme."